# Apateísmo
Apateísmo é uma contração das palavras apatia e teísmo/ateísmo, também conhecido como ateísmo apático ou ateísmo pragmático, e caracteriza-se pela total apatia ou indiferença em relação à existência de deus(es). Por não caracterizar uma opinião religiosa, mas uma abstenção do debate religioso e da preocupação religiosa, o termo pode ser aplicado tanto a um teísta quanto a um ateísta. Em outras palavras, um apateísta é alguém que não considera a questão da existência nem inexistência de deuses nem significativa nem relevante para a sua vida.
O apateísta normalmente considera que milhares de anos de debates não têm provado a existência ou inexistência de um ou mais deuses. Assim ele conclui que, ainda que exista algum tipo de divindade, ela não se parece manifestar no destino dos seres humanos, o que torna o assunto desinteressante.

## História
Ao longo da tradição teísta, o apateísmo foi associado à insuficiência moral, à ignorância deliberada e à impiedade. Para as religiões, comportar-se de modo indiferente à alegada existência de Deus equivaleria a um abandono do dever moral, em favor de uma vida hedonista. De acordo com o filósofo francês católico Étienne Borne, "o ateísmo prático não é a negação da existência de Deus, mas a ação totalmente desvinculada Dele; é um mal moral, que se constitui não na invalidação das leis morais, mas na completa rebelião a elas."
Na História recente (2000 em diante), o ateísmo pragmático tem sido visto sob uma luz mais positiva. O jornalista Jonathan Rauch acredita que "o apateísmo pode ser comemorado como nada menos que um grande avanço civilizacional. A religião, como os incontáveis atos de violência em nome de Deus tem ressaltado, continua a ser a mais polêmica e volátil das forças sociais (...) o apateísmo, portanto, não deve ser assumido como a representação de um decúbito preguiçoso... É exatamente o oposto: ele é o produto de um esforço cultural para domar a mentalidade religiosa e muitas vezes um esforço pessoal igualmente determinado para dominar as paixões espirituais. Não é um lapso. É uma conquista."

## Subcorrentes

### Ausência de motivação religiosa
Esse argumento afirma que a moral está presente na sociedade humana, sem qualquer relação necessária com religiões. A existência ou não de um deus não tem nenhum efeito sobre as ações dos seres humanos e pode inclusive causar mais sofrimento do que benefícios. Apateístas até reconhecem que a religião pode fornecer um "conforto" para muitas pessoas ao redor do mundo, mas afirmam que a religião é desnecessária para a orientação moral.

### Exclusão ativa
É a sustentação de que a religião tem sido a causa de guerras e disputas culturais por milhares de anos e, por conseguinte, é uma questão muito relevante no seio das sociedades. Visto isso, e uma vez que a existência de um deus ou de deuses nunca poderá ser comprovada ou refutada, a sociedade, a cultura e a ciência podem e devem avançar sem interferência religiosa em atividades intelectuais e ações concretas. Incluir a religião nos diálogos e nas ações pode gerar resultados de qualidade inferior, devido ao inerente fracionamento entre as culturas que as religiões causam.

### Indiferentismo
A indiferença, ou (indiferentismo) é "a crença de que não há evidências de que uma religião ou filosofia possa ser superior a outra." O termo indiferentismo, neste contexto, foi popularizado por Immanuel Kant em sua "Crítica da Razão Pura". Para Kant, o indiferentismo representa uma forma extrema de ceticismo, sustentado pela ausência de motivos racionais para se aceitar qualquer posição filosófica.
A Igreja Católica atribui indiferentismo a todas as filosofias ateístas, materialistas, panteístas e agnósticas, bem como ao pluralismo religioso defendido por Jean-Jacques Rousseau.

## Citação apateísta famosa
O filósofo francês Denis Diderot, quando acusado de ser ateu, respondeu que simplesmente não se importava com a possibilidade de Deus existir ou não. Em resposta ao deísta Voltaire, escreveu: "É muito importante não confundir cicuta com salsinha, mas acreditar ou não acreditar em Deus não é de todo importante."